# Aviva London Grand Prix 2018
London Grand Prix 2018 byl lehkoatletický mítink, který se konal 21–22.7. 2018 v Spojeném království městě Londýn. Byl součástí série mítinků Diamantová liga.

## Výsledky

### Muži
| Disciplína    | 1. místo               | 2. místo                 | 3. místo                  |
| Běh na 100 m  | Ronnie Baker 9,90      | Zharnel Hughes 9,93      | Akani Simbine 9,94        |
| Běh na 400 m  | Abdalelah Haroun 44,07 | Paul Dedewo 44,43        | Kirani James 44,50        |
| Běh na 800 m  | Emmanuel Korir 1:42,05 | Clayton Murphy 1:43,12   | Wycliffe Kinyamal 1:43,12 |
| Běh na 5000 m | Paul Chelimo 13:14,01  | Muktar Edris 13:14,35    | Yomif Kejelcha 13:14,39   |
| Skok daleký   | Luvo Manyonga 858 cm   | Ruswahl Samaai 842 cm    | Jarrion Lawson 825 cm     |
| Skok o tyči   | Sam Kendricks 592 cm   | Renaud Lavillenie 586 cm | Armand Duplantis 586 cm   |

### Ženy
| Disciplína            | 1. místo                   | 2. místo                     | 3. místo                     |
| Běh na 200 m          | Jenna Prandiniová 22,16    | Gabrielle Thomasová 22,19    | Shericka Jacksonová 22,22    |
| Běh na 100 m překážek | Kendra Harrisonová 12,36   | Brianna McNealová 12,47      | Sharika Nelvisová 12,51      |
| Běh na 400 m překážek | Shamier Littleová 53,95    | Janieve Russellová 53,96     | Dalilah Muhammadová 54,86    |
| Skok vysoký           | Marija Lasickeneová 204 cm | Elena Vallortigaraová 202 cm | Morgan Lakeová 191 cm        |
| Skok daleký           | Shara Proctorová 691 cm    | Lorraine Ugenová 688 cm      | Brooke Strattonová 676 cm    |
| Hod diskem            | Sandra Perkovićová 67,24 m | Yaime Pérezová 64,63 m       | Denia Caballerová 63,91 m    |
| Hod oštěpem           | Lü Chuej-chuej 65,54 m     | Nikola Ogrodníková 65,36 m   | Kelsey-Lee Barberová 64,11 m |